# Collegiata di Sant'Ambrogio (Varazze)
La collegiata di Sant'Ambrogio è sita in piazza Sant'Ambrogio nel centro storico di Varazze, in provincia di Savona. La chiesa è sede della parrocchia omonima del vicariato di Albisola-Varazze della diocesi di Savona-Noli. L'edificio si trova all'interno delle mura medievali del nucleo storico.

## Storia
La chiesa ha pianta a croce latina con cupola e un campanile cuspidato a cinque piani a tre ordini di trifore (appartenente ad un edificio più antico e alcune chiuse nel XVII secolo) in stile romanico-gotico. Proprio la rossa torre campanaria è ciò che rimane visibile del primo impianto originario del XIV secolo, soppiantato nel 1535 dalla nuova edificazione. Nuovi lavori furono intrapresi nel 1655 con il spostamento a levante della facciata e più recentemente, nel 1916, con la nuova ed attuale facciata in stile Neorinascimentale su disegno del varazzino Luigi Guglielmo Camogli.
Nei pressi della struttura sono ancora visibili i resti della primaria chiesa romanica di Sant'Ambrogio, inglobata nella cinta muraria del XII secolo, citata in un documento del 1139 del vescovo della diocesi di Savona Aldizio in seguito alla donazione di questa chiesa al vescovo di Betlemme Ansellino.

## Descrizione

### Architettura

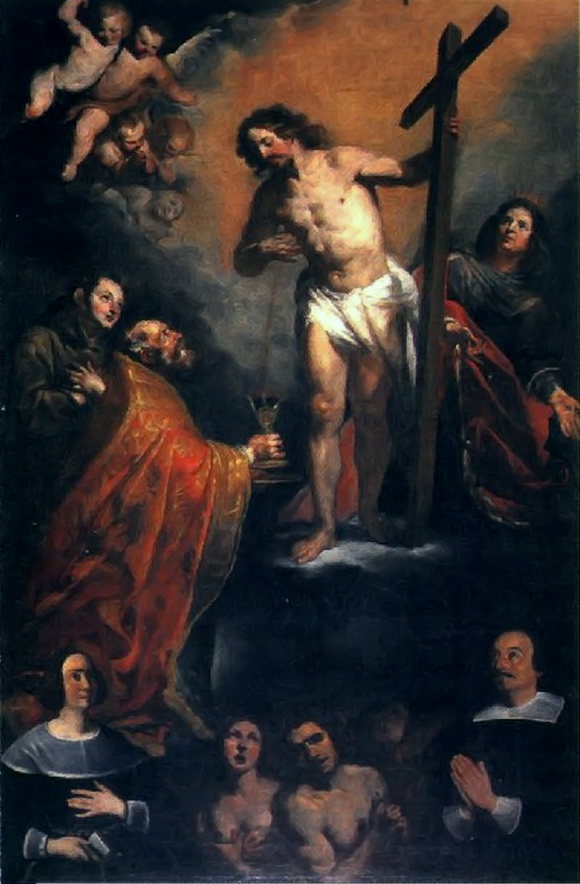
Orazio De Ferrari
Apparizione di Gesù a san Gregorio XVII secolo

L'interno della collegiata è diviso in tre navate con cappelle e sei altari settecenteschi laterali in stile barocco; la navata mediana è stata affrescata con Storie di sant'Ambrogio da Giuseppe Isola, quest'ultimo anche autore delle raffigurazioni degli Evangelisti nei pennacchi della cupola, mentre le decorazioni pittoriche dei transetti sono opera di Lazzaro De Maestri.
Tra i dipinti e le statue sono conservati della navata destra un polittico su tavola in fondo oro del XVI secolo di Giovanni Barbagelata raffigurante Sant'Ambrogio, santi e angeli musicanti nella quarta cappella e la tela Apparizione di Gesù a san Gregorio di Orazio De Ferrari nel transetto della stessa cappella; una tavola di Luca Cambiaso della Madonna e i santi Giovanni Battista e Francesco d'Assisi nella cappella a destra della navata maggiore; statue di Gesù e San Giovanni Battista dello scultore Antonio Brilla del 1873.
Nel presbiterio e nel catino absidale affreschi di Giuseppe Isola, Antonio Quinzio e Francesco Semino e, sull'altare maggiore, la statua in marmo dell'Assunzione di Maria dello scultore Francesco Maria Schiaffino del 1740.
Nella navata sinistra l'affresco Il beato Jacopo da Varazze che rappacifica le fazioni genovesi di Santino Tagliafichi; la statua di Santa Caterina da Siena, patrona di Varazze, dello scultore Anton Maria Maragliano nella terza cappella; l'Annunciazione di Francesco da Milano datata al 1535 nella seconda cappella e, nella prima, la tela della Madonna di Bernardo Castello.
Altri dipinti di scuola pittorica ligure sono la Discesa dello Spirito Santo e le Nozze di Cana di Lazzaro De Maestri e altri autori quali Domenico Fiasella e Andrea De Ferrari.
Il sagrato è caratterizzato da una pavimentazione tipica ligure, detta risseu, a ciottoli bianchi e neri. A fianco della chiesa, sorge l'oratorio di San Giuseppe e della Santissima Trinità.

### Organo a canne
L'organo a canne della chiesa è il frutto dell'ampliamento, effettuato nel 1983 dalla ditta organaria cremasca Inzoli, di un precedente strumento costruito negli anni trenta del XX secolo dall'organaro torinese Giuseppe Mola.
Lo strumento è a trasmissione elettrica, con consolle mobile indipendente, con tre tastiere di 61 note ciascuna e pedaliera concavo-radiale di 32, nella navata. Il materiale fonico è diviso in due corpi distinti:
- il Grand'Organo (seconda tastiera), l'Espressivo (terza tastiera) e il Pedale sono collocati nella cassa lignea neoclassica dell'organo originario, su cantoria in controfacciata, con mostra composta da 27 canne di principale disposte in cuspide con ali laterali;
- il Positivo aperto (prima tastiera) e la relativa sezione del Pedale sono collocati a pavimento nella prima cappella della navata di destra, con cassa limitata al basamento e mostra composta da 43 canne di principale, di cui 23 disposte in una piccola cuspide centrale con ali laterali e 20 ai lati, spartite in due grandi ali.

## Galleria d'immagini

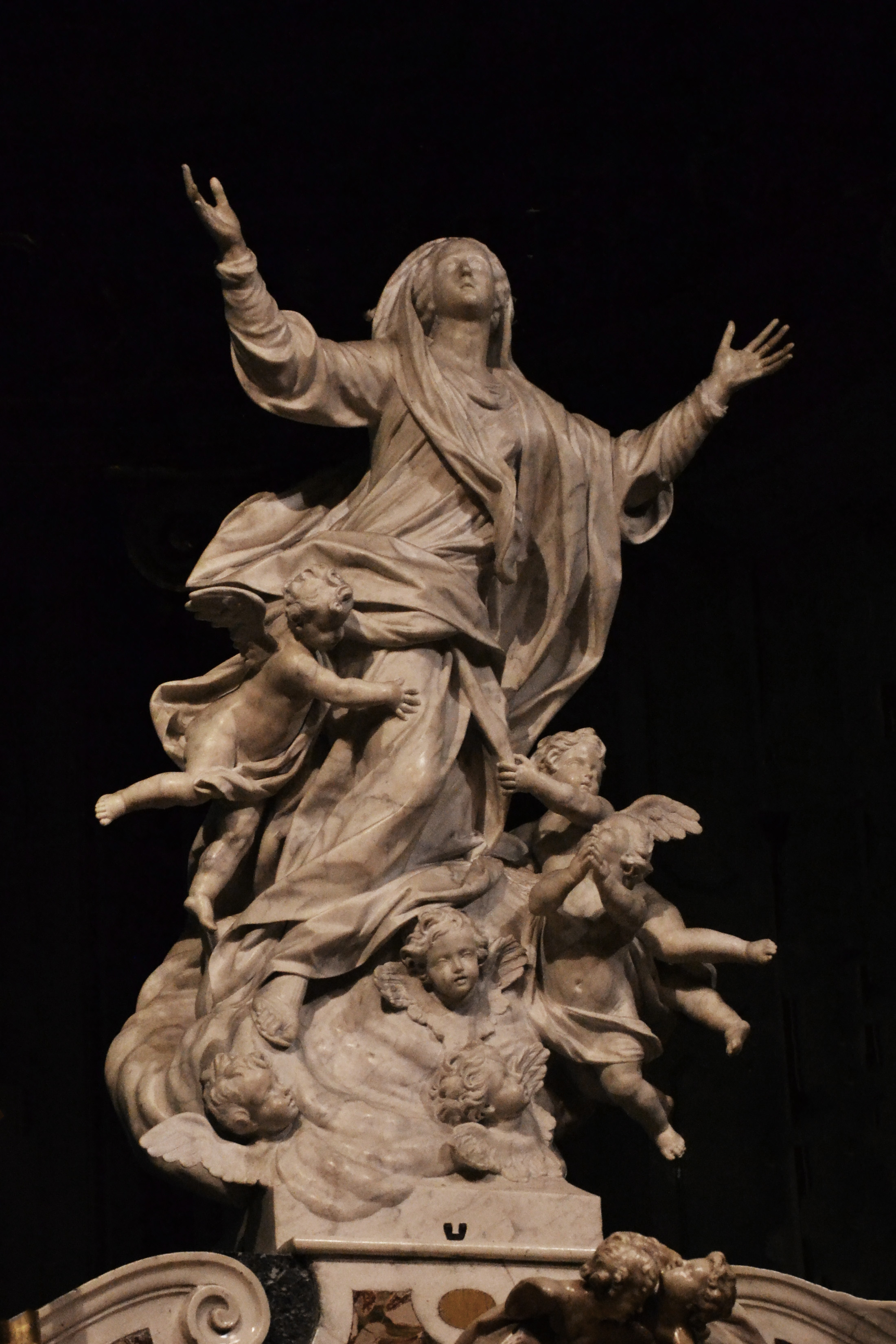
Francesco Maria Schiaffino, Assunzione di Maria, 1740
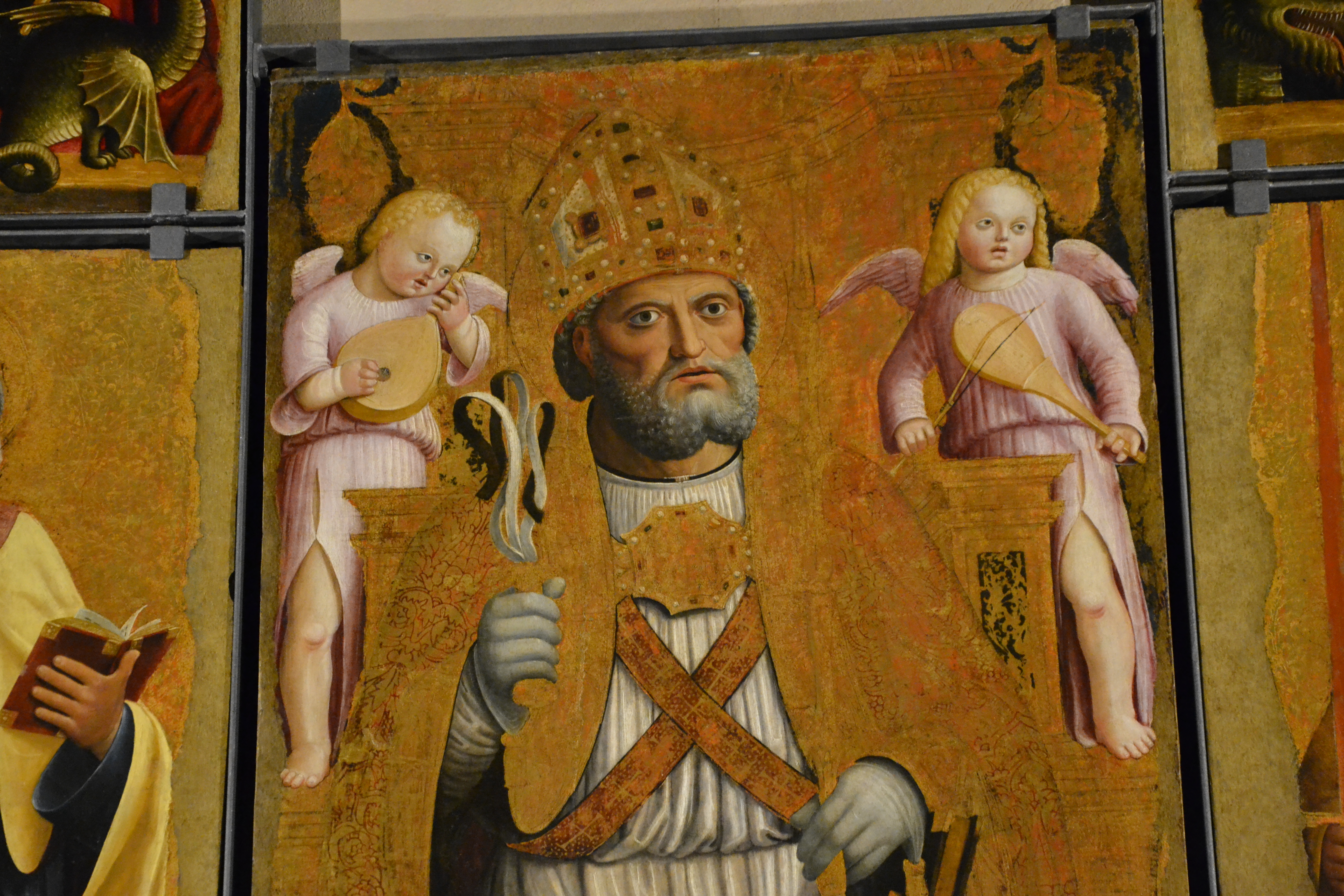
Giovanni Barbagelata, Polittico di S.Ambrogio,1499
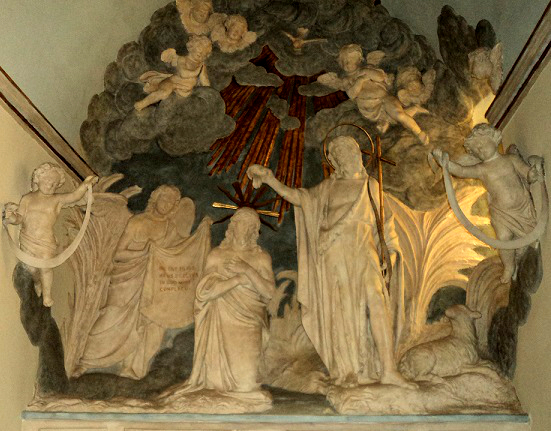
il Battesimo di Cristo, sulla navata destra, di Antonio Brilla
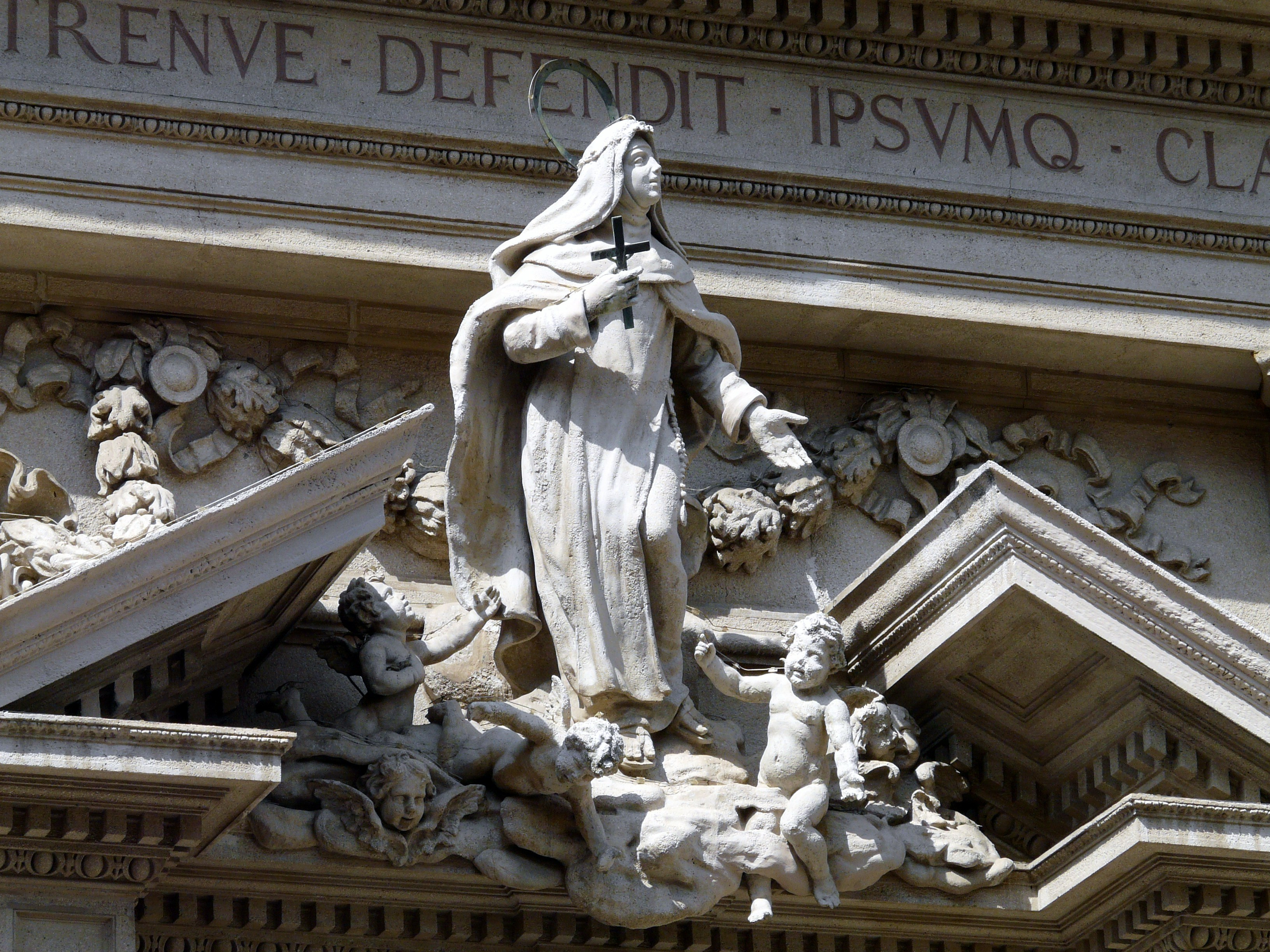
Statua di santa Caterina
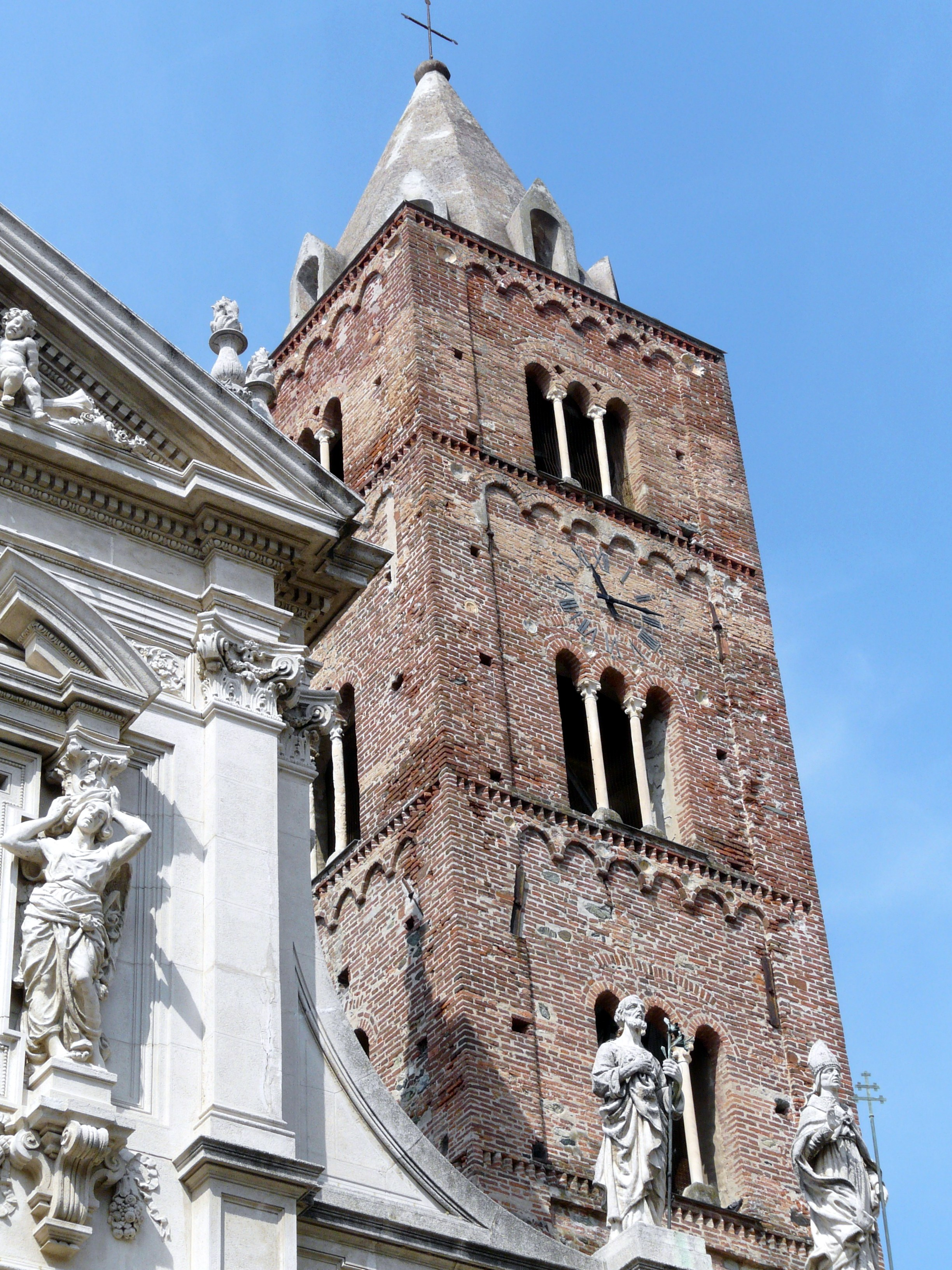
Il campanile
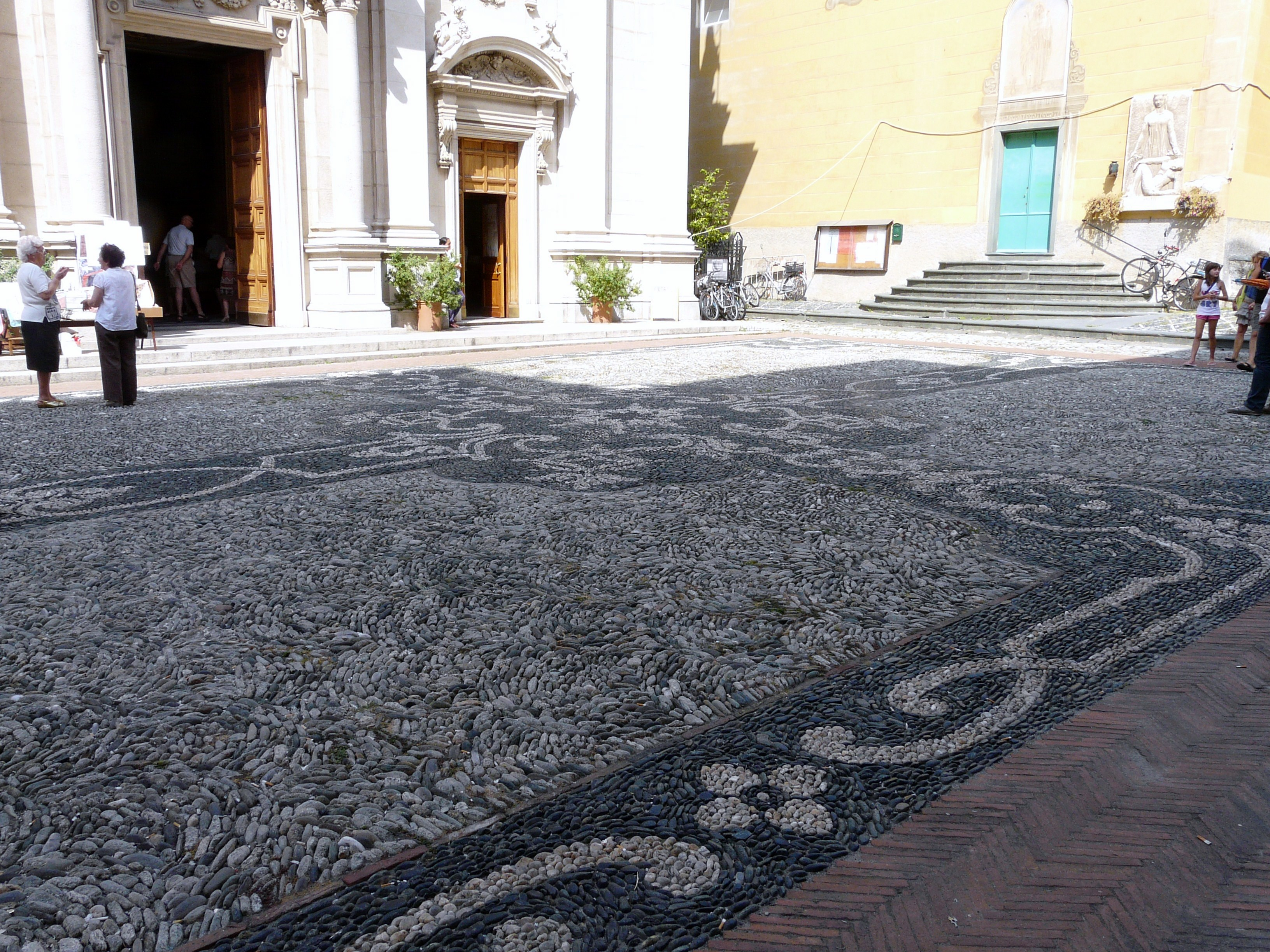
Il sagrato a risseu, con ciottoli bianchi e neri